# حقوق بشر در اخلاق سایبری
حقوق بشر در فضای سایبری یک حوزهٔ نسبتاً جدید و ناشناخته در قانون می‌باشد. شورای حقوق‌بشر سازمان ملل متحد اظهار داشته است که آزادی بیان و اطلاعات موضوع ماده ۱9 (2) میثاق بین‌المللی حقوق مدنی و سیاسی شامل آزادی دریافت و برقراری اطلاعات، ایده‌ها و عقاید از طریق اینترنت می‌باشد.
بند مهم ماده (۳)۱۹ میثاق بین‌المللی حقوق مدنی و سیاسی است که مقرر می‌دارد:
اعمال حق مقرر در بند دو این ماده وظایف و مسئولیتهای خاصی را به همراه دارد؛ بنابراین ممکن است تحت محدودیت‌های خاصی قرار بگیرد، اما این موارد فقط به گونه ای است که طبق قانون تنظیم شده و ضروری هستند:
(الف) برای احترام به حقوق یا اعتبار دیگران.
(ب) برای حمایت از امنیت ملی یا نظم عمومی، یا سلامت عمومی و اخلاق.
حقوق بشر در اخلاق سایبری اظهار داشته است که «همان حقوقی که مردم به صورت آفلاین دارند نیز باید بصورت آنلاین محافظت شوند» (به ویژه، آزادی بیان). این موضوع بسیار مورد توجه قرار گرفته است که این آزادی اطلاعات باید با سایر حقوق متعادل باشد. اکنون این سؤال مطرح می‌شود که آیا انتظارات مردم از حقوق بشر در فضای مجازی متفاوت است.

## حریم خصوصی
حریم خصوصی شامل آزادی اطلاعات و بیان در اینترنت از یک طرف و امنیت و حفظ حریم خصوصی در فضای مجازی از طرف دیگر است. در زمینه فضای مجازی، حریم خصوصی به معنای استفاده از اینترنت به عنوان ابزاری خدماتی برای اهداف خصوصی است بدون ترس از دسترسی اشخاص ثالث به داده‌های کاربر به روش‌های مختلف بدون رضایت خود فرد.
حق آزادی شامل حق بیان است و در چندین معاهدهٔ بین‌المللی بیان شده است. [۴]: ۳ حق آزادی شامل دریافت و انتقال اطلاعات و ایده‌ها و عقاید بدون دخالت دولت است. این همچنین شامل حق بیان در هر رسانه ای از جمله تبادل ایده‌ها و افکار از طریق سیستم عامل‌های اینترنتی یا شبکه‌های اجتماعی می‌شود.آزادی به معنای حق بیان سیاسی است به ویژه هنگامی که مسائل با اهمیت عمومی را مطرح می‌کند.
بیشتر کشورهای دموکراتیک نصب اینترنت را به منظور پیشبرد اهداف اقتصادی و ارتباطی توسعه می‌دهند؛ بنابراین، در بیان سیاسی از اینترنت حمایت می‌شود. برخی دولت‌ها به‌طور فعال برای محافظت از داده‌های شهروندان در اینترنت حرکت می‌کنند. اما، این توافق‌نامه‌های بین دولتی می‌تواند منجر به سوء استفاده از داده‌های خصوصی شود، که به نوبه خود می‌تواند بسیاری از آزادی‌های اساسی دیگر و حقوق اساسی بشر را تحت تأثیر قرار دهد.

## حاکمیت در فضای مجازی
آنجا میر، دانشمند علوم سیاسی آلمان می‌گوید فضای سایبری بیش از هر کشور دیگری در جهان پناهنده است، اما بدون هیچ دولت، نهادهای مقننه، اجرای قانون یا هر نوع قانون اساسی دیگر وجود دارد. بدون این سازوکارها در حفاظت و بهره‌مندی از حقوق شهروندان مشکلی بوجود آمده است. استانداردهای استفاده از فضای مجازی و اینترنت توسط دولت‌های ملی قابل اجرا است اما معمولاً در انجام این کار ناکام هستند. مشکل این است که قدرت‌های دولتی و مکانیسم‌های اجرای آنها از مرزهای کشور فراتر نمی‌رود.
از آنجا که فضای مجازی هیچ مرزی ندارد، روشها و ابزارهای اداره آن هنوز مشخص نیست. این منجر به مشکلات می‌شود که در آن کسانی که مایل به ارتکاب جرایم هستند عبور از مرزها را از طریق وب آسانتر می‌کنند، زیرا مشخص نیست که حوزه قضایی در کجا قرار دارد. اگر رژیم حاکمیت به وجود آمده باشد، به احتمال زیاد شامل چندین ذی‌نفع و بازیگر از جمله بازیگران ملی، بین‌المللی و خصوصی مانند نمایندگان شرکت‌ها، شبکه‌های اجتماعی، سازمان‌های غیردولتی و همچنین افراد خواهد بود.